# Multipartisme

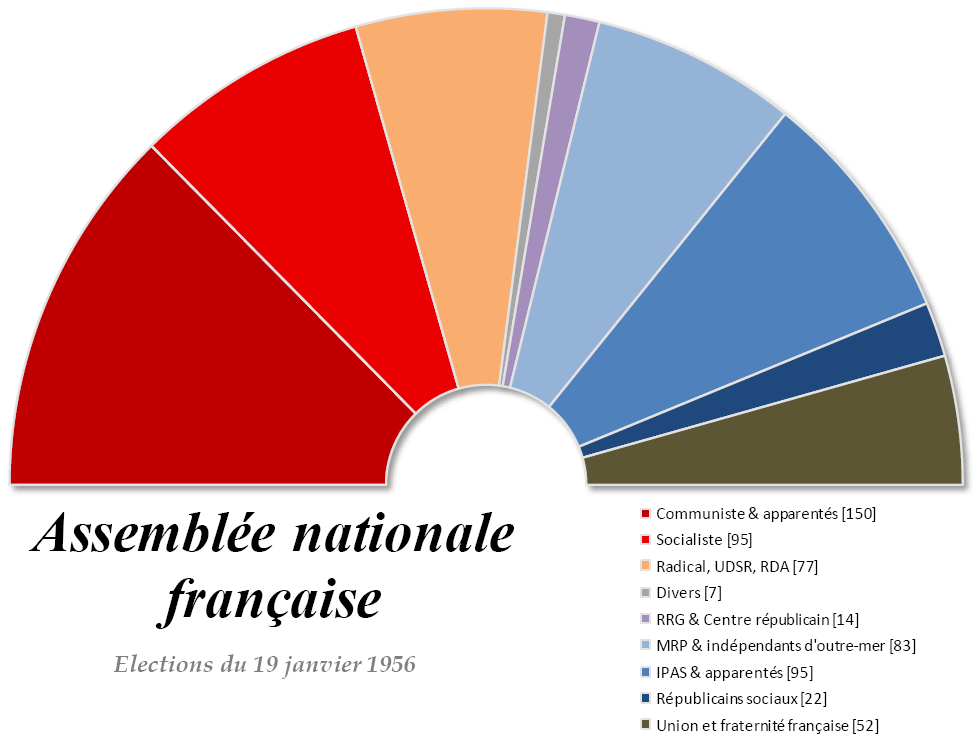
L'Assemblée nationale française élue en 1956 est particulièrement révélatrice du multipartisme.

Le multipartisme est la caractéristique d'un régime politique où la liberté d'association permet à plus de deux partis de participer aux débats politiques et aux élections. C'est un des fondements de la démocratie représentative.
Le multipartisme implique que les autorités acceptent les sensibilités politiques qui lui sont étrangères et leurs critiques à son égard, c'est une garantie pour le citoyen de contrôle des actions médiatiques, avec la presse libre, mais aussi de pouvoir librement intervenir sur la scène politique.

## Différents types de multipartisme
- Multipartisme modéré
- Multipartisme polarisé
- Multipartisme segmenté

## Différence avec le bipartisme
Dans certains pays où le multipartisme est respecté, comme les États-Unis, le spectre politique se focalise sur seulement deux partis ; on parle alors de bipartisme. Il faut distinguer le bipartisme absolu, n'existant qu'aux États-Unis, qui consiste en la représentation de seulement deux partis au Parlement, du bipartisme élargi, qui est une situation où seuls deux partis obtiennent des majorités suffisantes pour être à l'initiative de lois mais où d'autres partis minoritaires siègent au Parlement et occupent des mandats locaux, bien qu'ils soient cantonnés à un rôle secondaire (cas du Royaume-Uni). Le bipartisme s'explique en partie par les modalités de scrutin aux élections législatives et présidentielles, notamment le cas de scrutin majoritaire.

## Différence avec le régime à parti unique
Le multipartisme s'oppose au concept de parti unique, typique des régimes autoritaires, et plus précisément totalitaires.
Les régimes communistes (dits également, au sein de l'ex-bloc de l'Est, « démocraties populaires »), comme l'ancienne URSS ou l'actuelle République populaire de Chine, sont en apparence des régimes démocratiques, avec l'organisation d'élections au suffrage universel et l'organisation de réunions publiques, mais ne sont pas en réalité de réelles démocraties : le parti unique masque l'existence d'un fort centralisme et la confusion — sinon la collusion — des rôles entre administration et milieu politique.